# Jangmisan
Jangmisan (koreanska: 장미산) är ett berg i Sydkorea.   Det ligger i provinsen Norra Chungcheong, i den centrala delen av landet, 100 km sydost om huvudstaden Seoul. Toppen på Jangmisan är 336 meter över havet, eller 142 meter över den omgivande terrängen. Bredden vid basen är 2,0 km.
Terrängen runt Jangmisan är kuperad åt nordväst, men åt sydost är den platt. Runt Jangmisan är det ganska tätbefolkat, med 214 invånare per kvadratkilometer. Närmaste större samhälle är Chungju, 10,4 km sydost om Jangmisan. Runt Jangmisan är det i huvudsak tätbebyggt.